# Bosque Urbano Málaga
El proyecto Bosque Urbano Málaga(BUM) es un proyecto para la construcción de un gran espacio forestal de 177 000 m2 con especies de tipo mediterráneo en los antiguos terrenos de Repsol. Los terrenos estuvieron dedicados a depósitos de hidrocarburos hasta 2001, cuando se desmantelaron por motivos de seguridad ante el crecimiento de la ciudad. Los terrenos están delimitados por Avenida de Juan XXIII, calle Bodegueros, avenida de Europa, calle Sillita de la Reina y Gallo, en los distritos Cruz de Humilladero y Carretera de Cádiz en Málaga.
El proyecto propone un gran bosque de tipo mediterráneo con especies autóctonas propias de la zona, como algarrobos, encinas, olivos, pinos carrascos y piñoneros, olmos, chopos, jara, lentisco… El proyecto también incluye fitorremediación para solucionar los problemas de contaminación por hidrocarburos que sufren los terrenos debido a su uso anterior. En la actualidad el proyecto cuenta con el apoyo de un gran movimiento vecinal que ya ha plantado más de 200 árboles.
El PGOU de 1983, el primero que contempló el desmantelamiento de los depósitos, contemplaba la creación de una gran zona verde en la totalidad de los terrenos gracias a las protestas de los vecinos. Sin embargo, en 2006 el Ayuntamiento de Málaga cambia de postura y presenta un proyecto que contemplaba cuatro rascacielos de hasta 40 plantas, con 932 viviendas y un hotel, cuatro torres con 400 VPO, zonas comerciales y equipamiento público. Desde entonces, el proyecto ha sufrido múltiples cambios. En 2019, el pleno del Ayuntamiento de Málaga aprueba una moción del grupo municipal IU-Málaga para la gente para la redacción y ejecución de un proyecto de bosque urbano de 177 000 m2 que sirviera de pulmón verde para la ciudad.